# Жвингилас, Римантас
Римантас Жвингилас (3 сентября 1973, Клайпеда, Литовская ССР, СССР) — литовский футболист, нападающий. Выступал за сборную Литвы. В настоящее время — тренер.

## Карьера

### Клубная
Начал выступать в 18 лет. Первым профессиональным клубом стал «Сириюс» (Клайпеда).
В 1995 перешёл в литовскую «Кареду». Вместе с клубом сначала стал серебряным призёром чемпионата Литвы, а в сезоне 1996/97 — чемпионом Литвы. Зарекомендовав себя способным и умелым игроком, получил приглашение от бельгийского «Харельбеке». В новой команде провел 2 сезона.
В 2000 году перешёл в «Торпедо» (Москва). Сначала играл очень успешно: в дебютной игре, выйдя на замену в игре 4-го тура против раменского «Сатурна», сумел дважды отличиться и принести торпедовцам победу со счетом 2:0. Однако в дальнейшем ничем себя в клубе не проявил, много игр пропустил из-за травм.
В 2002 году перешёл в клуб «Атлантас» (Клайпеда).
В августе 2002 подписал двухлетний контракт с «Динамо» (Санкт-Петербург). Однако и в этом российском клубе карьера не сложилась — отыграв всего 11 игр, Жвингилас в апреле 2003 года расторг контракт и покинул команду.
В 2003 играл за казахский клуб «Шахтёр» (Караганда), с которым заключил контракт на 2 года. В казахской команде играл нечасто, много болел. В конце 2003 года самовольно покинул расположение клуба и вернулся в Литву.
Сезон 2004 года провел за «Каунас». С 2005 — снова в составе клуба «Атлантас» из Клайпеды. Завершил карьеру в июле 2009 года.

### В сборной
Выступал за сборную Литвы с 1995 по 2001. В составе сборной провёл 25 матчей, забил 3 мяча.

### Тренерская
По завершении карьеры игрока остался работать тренером в клубе «Атлантас». В 2010 году сменил место работы, уехав в Норвегию и став тренером клуба третьего дивизиона «Бергса», с которым подписал контракт на два года. В 2012 вернулся в Литву и вошёл в тренерский штаб «Атлантаса».

## Достижения
- Чемпион Литвы 1996/97, серебряный призёр чемпионата Литвы 1995/96 в составе «Кареды»
- Бронзовый призёр чемпионата Литвы 1991/92 в составе «Сириуса»
- Бронзовый призёр чемпионата России 2000 в составе «Торпедо»

## Семья
Женат, две дочки.